# Panoven (Zevenaar)

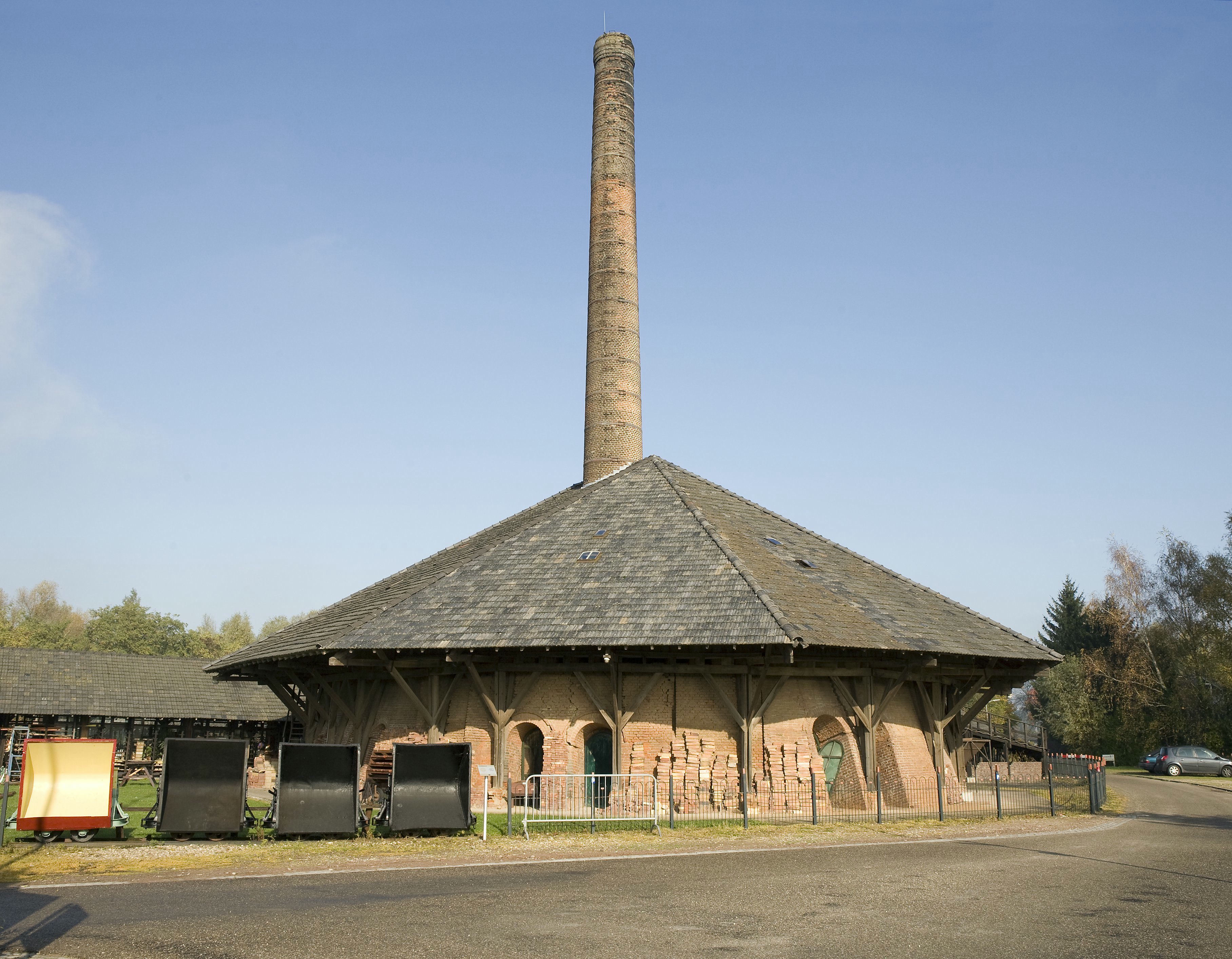
Overzicht van de Panoven

De Panoven is een voormalige steenfabriek in de gemeente Zevenaar, in de buurtschap Ooy, vlak bij de Breuly, aan de Panovenweg. Het gebouw maakt nu deel uit van een 'buitengoed' dat een toeristische functie heeft. In de naastgelegen droogloodsen is een baksteenmuseum gevestigd.
Oorspronkelijk lag hier een veldoven van de familie Van Nispen tot Sevenaer.
Vanaf 1865 werden er dakpannen, drainagebuizen en bakstenen gebakken.

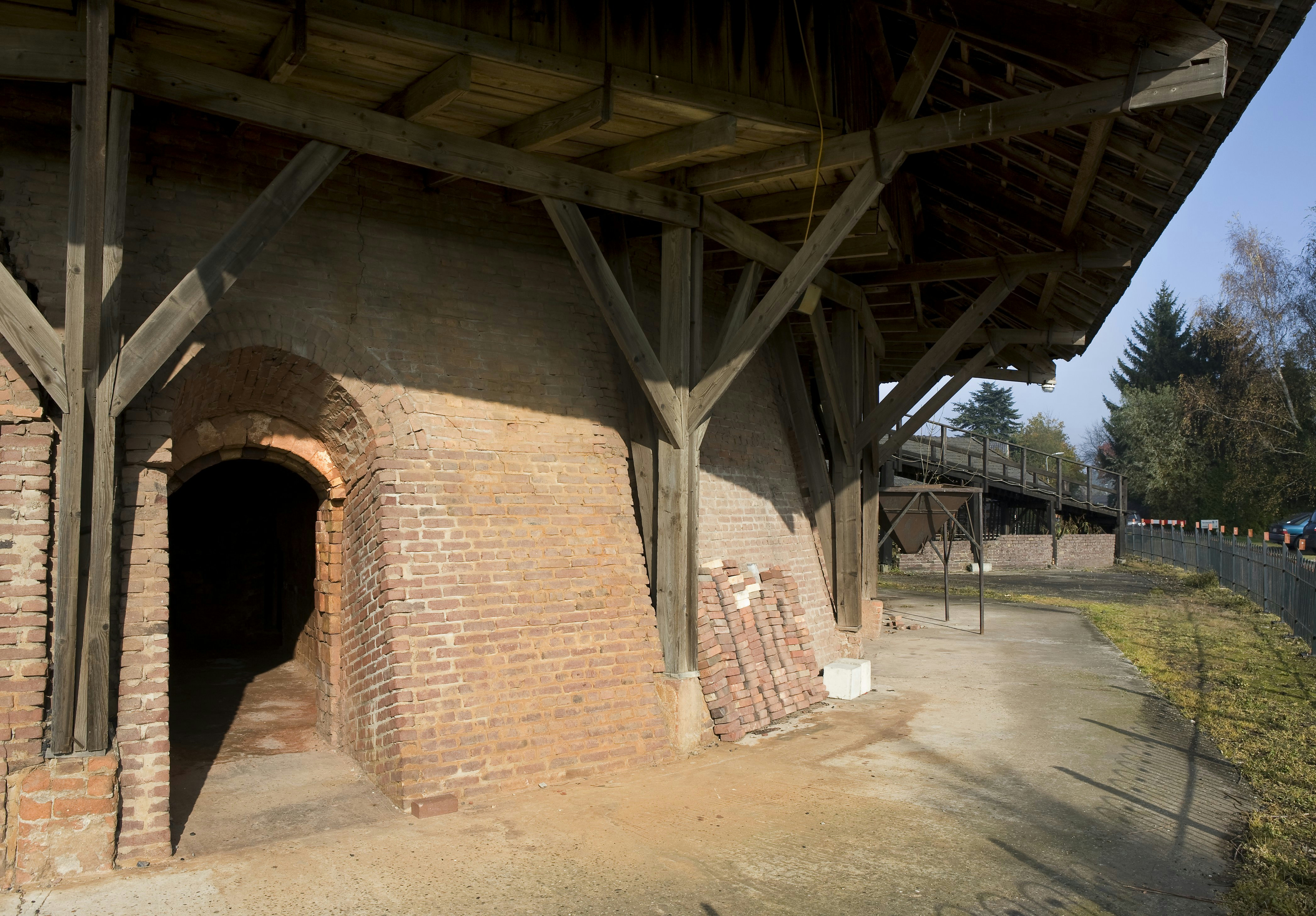
Ingang naar de zig-zag steenoven

In 1926 werd er een nieuwe oven gebouwd naar ontwerp van ing. Friedrich Hoffmann en stadsarchitect A. Licht. Vanaf toen werden er nog uitsluitend bakstenen vervaardigd.

## De zigzagoven
Het zogenaamde zigzag-steenovengebouw bestaat uit een massieve stenen onderbouw, waarvan een twintigtal zigzagsgewijs met elkaar verbonden, halfrond overwelfde, steenkamers zijn uitgespaard. Deze steenkamers zijn gegroepeerd rond een centrale gemetselde schoorsteen. Een 24-tal grote, op poeren staande en van fundament tot nok doorlopende, houten spanten ondersteunt het zeszijdige tentdak, dat het complex een enigszins ovaalvormig aanzien geeft.
Een lange houten loopbrug leidt, ten behoeve van de kolenvoorziening, op naar de stookzolder. Een dubbele houten deur in het dakvlak verleent toegang tot de zolder, alwaar zich enkele "Anco"-stookapparaten bevinden.
De ronde zigzagoven is de laatste in zijn soort in Nederland.